# 프란츠 폰 호헨베르크 공작
호헨베르크 공작 프란츠(Franz, Duke of Hohenberg, 1927년 9월 13일 ~ 1977년 8월 16일)은 호헨베르크 공작 막시밀리안과 엘리자베트 폰 발트부르크 주 볼프그 운트 발트제 공작부인의 장남이었다. 그는 또한 프란츠 페르디난트 폰 외스터라이히에스테 대공과 그의 조직적인 아내 조피 초테크 폰 호헨베르크 여공작의 손자이기도 했다. 이러한 조직적인 결혼으로 인해 호엔베르크 가문은 오스트리아-헝가리 왕위 계승 순위에서 제외되었다.